# Військово-медичний клінічний центр Північного регіону
Військово-медичний клінічний центр Північного регіону (ВМКЦ ПнР, в/ч А3306) — військово-медичний заклад (шпиталь) у місті Харків, одна з провідних установ охорони здоров'я Міністерства оборони України. Є багатопрофільним клінічним, лікувально-діагностичним та науковим центром в якому лікуються військовослужбовці, ветерани Збройних Сил, та всі охочі цивільні пацієнти.
Командування ВМКЦ координує і забезпечує діяльність 4-х військових госпіталів і більше ніж 20 медичних підрозділів стройових військових частин, які дислоковані на території п'яти областей (Чернігівській, Сумській, Полтавській, Харківській та Луганській).

## Історія

### Військовий госпіталь в XIX — XX століттях
В 1874 році Головним військово-санітарним комітетом Військового міністерства Російської імперії було прийнято рішення побудувати в Харкові барачний лазарет на 200 ліжок. В 1875–1876 роках на відведеній ділянці землі були побудовані основні будівлі госпіталю, що збереглися до наших днів. В 1887 році розташований в нових приміщеннях Харківський місцевий лазарет був перейменований в тимчасовий Харківський військовий госпіталь (1-го класу), а з 1880 року став існувати як постійний військовий госпіталь.
Тільки через тринадцять років — влітку 1887 року — будівництво було завершено і в нові корпуси вселилися військові медики. Так столиця Слобожанщини отримала власний військовий шпиталь. 

### Військовий госпіталь у XX столітті
Перші серйозні зміни відбулися в роки Першої світової війни. Тоді Харківський військовий госпіталь розрісся аж до 1500 ліжок-місць і надавав медичну допомогу пораненим солдатам і офіцерам царської армії. Але і після революції військову медустанову закривати не стали. У госпіталі були відділення всіх напрямків, виключаючи психіатричне і педіатричне. Максимальна кількість хворих в стаціонарі доходила до 450.
Наступне суворе випробування почалося для госпіталю під час Другої світової війни, 22 червня 1941 року, госпіталь одержав назву – Харківський Військовий госпіталь №384 і був розширений до 600 ліжок. З її початком тут лікували поранених солдатів і офіцерів Червоної Армії, коли ворог підійшов до Харкова, установа була терміново евакуйовано в Барнаул.
В кінці 1943 року госпіталь повернувся на колишнє місце. За роки війни місцеві медики вилікували понад 18 000 військовослужбовців Червоної Армії та провели близько 10 000 операцій.
У 1977 році госпіталь було нагороджено орденом «Червоної Зірки» і він став іменуватися «384-й військовий ордена Червоної Зірки госпіталь »

### Роки незалежності
3 літа 1999 року — іменується «Військово-медичний клінічний ордена Червоної Зірки центр» Північного регіону.
У 2007 році відповідно до «Концепції розвитку військової медицини» в Харкові при військово-медичному клінічному центрі Південного регіону була сформована військова частина А0209 або 65-й військовий мобільний госпіталь (65 ВМГ).
Станом на жовтень 2017 року, із початку проведення антитерористичної операції на сході фахівці ВМКЦ ПнР вже надали медичну допомогу українським військовослужбовцям і правоохоронцям та 8 000 від усіх учасників бойових дій поступили до Харкова із пораненнями чи бойовими травмами, решта – із захворюваннями різного характеру. 

## Структура (до 2022 р.)
- 9-й військовий шпиталь (Чернігівська обл., Козелецький р-н, смт Десна, в/ч А4302)
- 387-й гарнізонний військовий шпиталь (м. Полтава, в/ч А3114):
  - 8-ма окрема автомобільна санітарна рота
- 407-й військовий шпиталь (м. Чернігів, в/ч А3120)
- 65-й військово-мобільний госпіталь (м. Харків, в/ч А0209)

## Керівництво
Начальники військово-медичного клінічного центру:
- полковник м/с Поліщук Віктор Трохимович (200? — 2015?)[4]

- т.в.о. полковник м/с Ліщук Валерій Іванович (2015 — 2016)[5]
- полковник м/с Подолян Юрій Віталійович (2016 — 2020)[4]
- полковник м/с Хорошун Едуард Миколайович (з 2020 р.) [6]